# Дома 1186 км
Дома 1186 км — починок в Балезинском районе Удмуртии. Входит в состав Кестымского сельского поселения.

## География
Деревня расположена на северо-востоке республики на расстоянии примерно в 6 километрах по прямой к северо-западу от районного центра Балезина.
Часовой пояс
Починок Дома 1186 км как и вся Удмуртия, находится в часовой зоне МСК+1. Смещение применяемого времени относительно UTC составляет +4:00.

## Население
| 2010 | 2012 | 2014 |
| ---- | ---- | ---- |
| 3    | ↗5   | →5   |

Национальный состав
Согласно результатам переписи 2002 года, в национальной структуре населения удмурты составляли 80 % из 10 чел..